# Markus Wiebel
Markus Wiebel (* 26. Juni 1942) ist ein promovierter deutscher Jurist und ehemaliger Richter am Bundesgerichtshof.

## Werdegang
Wiebel, der aus Hamburg kommt, arbeitete nach dem Studium der Rechts- und Staatswissenschaften von 1966 bis 1971 am Institut für deutsches und internationales Steuerrecht der Ruprecht-Karls-Universität Heidelberg, an der er auch promovierte. 1971 bis 1974 war er in Rechtsanwaltskanzleien zunächst in Mannheim, später in Hamburg tätig. Dem schlossen sich Stationen als Richter an, bis 1976 am Amtsgericht Hamburg, Zivilabteilungen, und bis 1978 am Verwaltungsgericht Hamburg. Von 1978 bis 1980 war er wissenschaftlicher Mitarbeiter beim Bundesverwaltungsgericht, das damals seinen Sitz in Berlin hatte. Ab 1980 war er Mitglied des seinerzeit gemeinsamen Oberverwaltungsgerichts für die Länder Schleswig-Holstein und Niedersachsen in Lüneburg. 1986 bis 1989 war er wissenschaftlicher Mitarbeiter beim Bundesverfassungsgericht. Nach seiner Wahl zum Richter am Bundesgerichtshof wurde er dem für das private Baurecht und das Architektenrecht zuständigen VII. Zivilsenat zugeteilt, dem er seit dem 15. Januar 1990 bis zu seinem Eintritt in den Ruhestand am 30. Juni 2007 angehörte. Sein besonderes Augenmerk galt den verfassungsrechtlichen Implikationen nicht nur des materiellen Rechts, sondern auch des Verfahrensrechts. Er hat sich um die Modernisierung der Gerichtsverfassung bemüht und konnte nachhaltig bei der Reform des Revisionsrechts mitwirken, dessen gänzliche Neuregelung seit 2002 gilt. Bundesweite Bekanntheit und hohes öffentliches Ansehen, zugleich aber auch die Feindschaft vieler Richterkollegen erwarb Wiebel durch seine Kritik an der gesetzes- und verfassungswidrigen Handhabung der spruchkörperinternen Geschäftsverteilung an den obersten Bundesgerichten. Die von Wiebel geäußerte Kritik wurde später durch die Vereinigten Großen Senate des Bundesgerichtshofs und das Bundesverfassungsgericht als richtig anerkannt und zur Grundlage einer Gesetzesänderung.

## Veröffentlichungen
- Wirtschaftslenkung und verwaltungsgerichtlicher Rechtsschutz des Wirtschafters nach dem Erlass des Stabilitätsgesetzes (Dissertation Universität Heidelberg), Kohlhammer, Stuttgart u. a. 1971
- Die senatsinterne Geschäftsverteilung beim Bundesgerichtshof (Zivilsenate), Betriebs-Berater 1992, 573–575
- Die Bestimmung des Berichterstatters. Eine verfassungsrechtliche Überlegung zur Praxis in den Zivilsenaten des Bundesgerichtshofes, Betriebs-Berater 1995, 1197–1200
- Perspektiven der dritten Gewalt: Überlegungen zur Entlastungsdebatte und zu den Strukturen der Rechtspflege; Vortrag vor dem Gesprächskreis Politik und Wissenschaft des Forschungsinstituts der Friedrich-Ebert-Stiftung, Bonn, 16. Januar 1997
- Effizienz und Gerichtsverfassung: Der Versuch eines Ansatzes zur Pflege der Rechtspflege, Zeitschrift für Rechtspolitik (ZRP) 1998, 221–224

## Würdigungen
- Rebell beim BGH? Bundesrichter Markus Wiebel, in: Hans Jürgen Below (Hrsg.): 50 Juristen von heute, Porträts aus der Reihe MDR-Steckbrief 1992 bis 1996 erschienen in der Monatsschrift für Deutsches Recht. Köln: Verlag Dr. Otto Schmidt, 1996, ISBN 3-504-01801-1.